# Вооружённые силы Республики Беларусь
Вооружённые силы Республики Беларусь (бел. Узброеныя Сілы Рэспублікі Беларусь) — структурный элемент военной организации государства, предназначенный для обеспечения военной безопасности и вооружённой защиты Беларуси, её суверенитета, независимости и территориальной целостности.
Республика Беларусь — член Организации Договора о коллективной безопасности. Аббревиатура — ВС РБ.

## История
ВС РБ сформированы на базе Белорусского военного округа ВС СССР после объявления государственной независимости, для чего 20 сентября 1991 года было принято постановление Верховного Совета Республики Беларусь «О создании Вооружённых Сил Республики Беларусь». 3 ноября 1992 года был принят Закон «О Вооружённых Силах Республики Беларусь».
В 1992—1996 годах были сокращены или переформированы 250 воинских частей. В это время завершена ракетно-ядерная демилитаризация Беларуси.
С начала 2000-х вооружённые силы действовали и развивались согласно с Концепцией национальной безопасности (утверждено указом президента РБ № 390 от 17 июля 2001), Военной доктриной Республики Беларусь (утверждено законом РБ от 3 января 2002) и Концепцией строительства Вооружённых сил до 2010 года.
В 2001 году ВВС и войска ПВО Беларуси объединены в единый вид войск.
В ноябре 2002 года на вооружение была принята воздушная мишень ИВЦ-М1 (122-мм реактивный снаряд для БМ-21 «Град», в котором вместо штатной боевой части установлен имитатор воздушной цели).
11 мая 2006 года президент Республики Беларусь Александр Лукашенко подписал Указ № 312 «О некоторых мерах по совершенствованию транспортного обеспечения Вооружённых Сил, других войск и воинских формирований Республики Беларусь», по которому на базе железнодорожных, автомобильных и дорожных войск были созданы транспортные войска Беларуси.
2 августа 2007 года на основе ВДВ и формирований специального назначения (СпН) Главного разведывательного управления (ГРУ) ВС РБ созданы Силы специальных операций.
В 2009 году утверждена новая военная форма одежды.
2 августа 2010 года А. Лукашенко подписал указ о направлении в Ливан группы белорусских военнослужащих для участия в миротворческой операции. В этом же году первые миротворцы из Беларуси прибыли в Ливанскую Республику.
1 июля 2016 года была введена альтернативная служба. К ней привлекались граждане, которые годны к срочной службе в вооружённых силах, но не могут её проходить по религиозным соображениям. Данная категория призывников направляется на общественно-полезные работы.
20 июля 2016 года вступила в силу новая военная доктрина. В ней прописано, что некоторые государства в европейском регионе «пытаются спровоцировать внутренние вооружённые конфликты с применением как военной силы, так и с помощью террористических и диверсионных сил». В этой связи был создан план действий против гибридной войны и цветной революции. При разработке доктрины и дальнейших изменений в тактике учитывался опыт Донбасского и Сирийского конфликтов. Большое значение получила подготовка к боевым действиям в условиях населённых пунктов.
В октябре 2022 года Вооружённые силы Республики Беларусь вместе с некоторыми российскими формированиями, размещёнными в стране, в полном составе были включены в Региональную группировку войск Беларуси и России.
В апреле 2024 года принята новая военная доктрина. Согласно документам, военной угрозой признаются: размещение и разработка ОМП на территориях сопредельных государств; вооружённые инциденты с провокационными целями; концентрация вблизи границы воинских формирований; эскалация внутреннего вооружённого конфликта на территориях белорусских союзников и стран-соседей; проведение мобилизации для нападения на Беларусь. Прописано, что Беларусь сможет оказывать военную помощь союзникам в случае агрессии против них.
Вооружённые Силы принимают активное участие в разных учениях, как внутри страны («Неман — 2001», «Березина—2002», «Чистое небо — 2003», «Щит Союза — 2006», «Запад-2009», «Запад-2013», «Щит Союза — 2015», «Славянское братство — 2017»), так и за её пределами («Боевое содружество»).

## Военная служба
Военная служба в стране может быть по призыву, контракту или в резерве. Первая является обязательной для граждан мужского пола, признанных в установленном порядке годными к её прохождению. В Вооружённых силах могут служить годные по состоянию здоровья и физическому развитию к её исполнению, независимо от происхождения, социального и имущественного положения, расовой и национальной принадлежности, образования, языка, отношения к религии, рода и характера занятий, политических и иных убеждений. Призывники набираются в возрасте 18—27 лет. Срок их службы зависит от имеющегося образования. Так, для лиц не имеющих высшего образования, он составляет 18 месяцев, с высшим — 12, а военным — 6. Воинская служба доступна и для граждан женского пола, отвечающих установленным требованиям и получившим подготовку по необходимым специальностям.
Военнослужащие и резервисты, впервые призванные или поступившие на военную службу, службу в резерве, или граждане, не проходившие военную службу, службу в резерве и впервые призванные на сборы, а также граждане, обучающиеся на военных кафедрах или факультетах по программам подготовки младших командиров и офицеров запаса, приносят присягу перед государственным флагом и боевым знаменем своей воинской части. Граждане могут самостоятельно выбирать на каком из двух государственных языков, — русском или белорусском, — они будут произносить содержание присяги. Военнослужащий до её принесения не может привлекаться к выполнению боевых задач.
На 2022 год в Вооружённых силах Беларуси военнослужащие-контрактники распределялись следующим образом: 24 % в СВ, 29 % в ВВС и ВПВО, 20 % в специальных войсках, 12 % в ССО.

## Состав

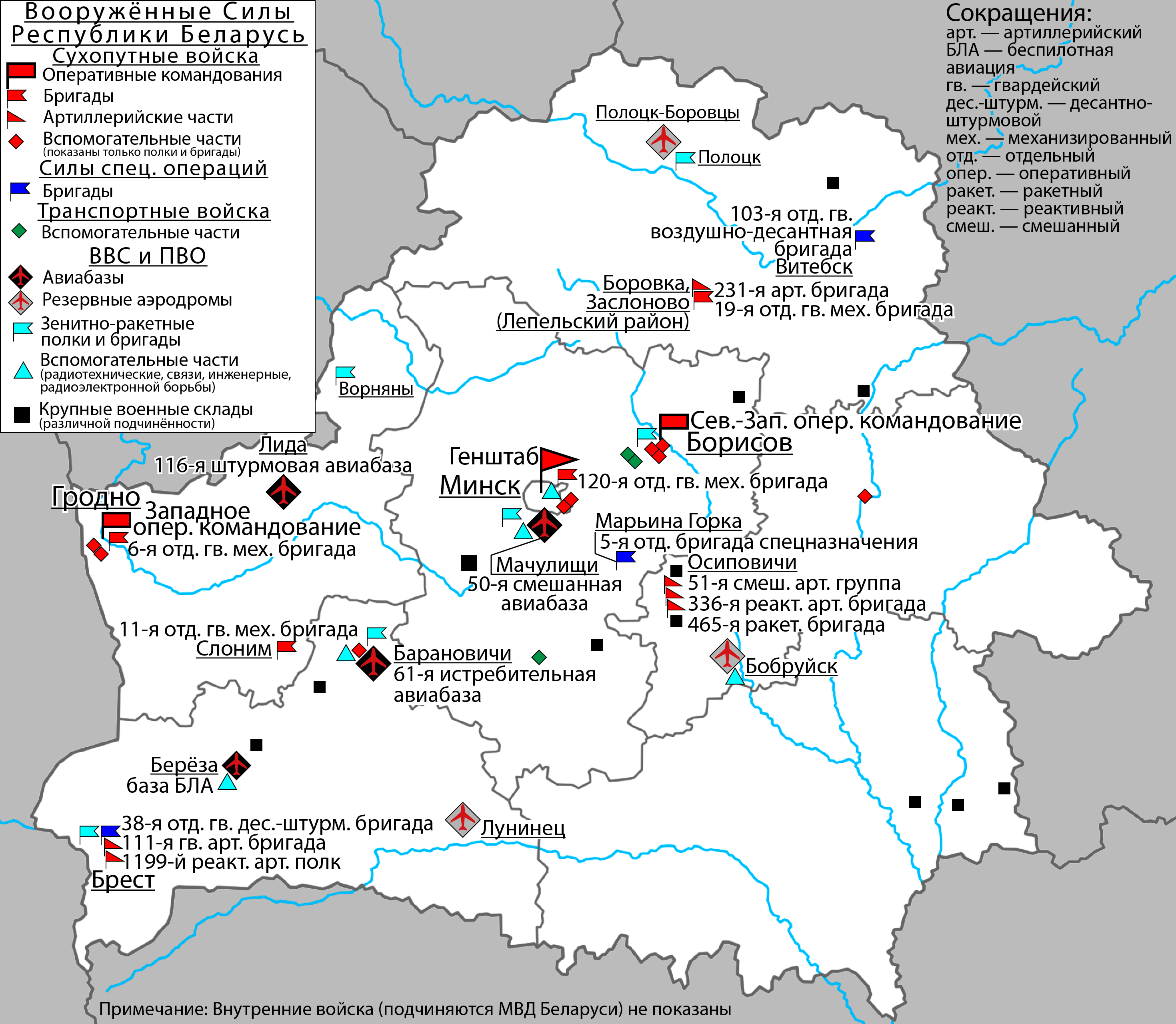
Карта размещения соединений ВС РБ

В настоящее время в Вооружённых Силах два вида ВС — Сухопутные войска, Военно-воздушные силы и войска противовоздушной обороны. Также непосредственно генеральному штабу подчиняется род войск — Силы специальных операций (ССО). Существуют также специальные войска (службы), органы тыла.
Численность Вооружённых Сил на 1 марта 2016 года — 64 932 должности. Из них 14 502 офицера, 6850 прапорщиков, 25 671 солдат и сержантов, 3502 курсанта, а также 16 407 лиц гражданского персонала.
Боевой состав мирного времени — три авиационные базы, две радиотехнические и четыре зенитные ракетные бригады, три зенитных ракетных полка, четыре механизированных бригады, одна ракетная, одна реактивно-артиллерийская и три артиллерийские бригады, одна десантно-штурмовая бригада, одна воздушно-десантная бригада и одна бригада специального назначения.

### Виды войск

#### Сухопутные войска

Эмблема Сухопутных войск Республики Беларусь

Сухопутные войска непосредственно управляются Министерством обороны и организационно подразделяются на два оперативных командования: Западное (на базе 28-й общевойсковой армии) и Северо-Западное (на базе 7-й танковой армии).
С 1 июня 1993 года правопреемником 28-й Краснознамённой армии стал 28-й армейский корпус (28 АК), с 17 декабря 2002 года — Западное оперативное командование.
На 2011 год в его состав входили:
- управление;
- 6-я отдельная гвардейская механизированная бригада (г. Гродно);
- 11-я отдельная гвардейская механизированная бригада (г. Слоним);
- 111-я гвардейская артиллерийская бригада (г. Брест)
- другие части и подразделения.

Состав Северо-Западного командования в целом схож с вышеуказанным, в него входят аналогично две механизированные бригады (120-я (г. Минск) и 19-я (д. Заслоново) и 231-я артиллерийская бригада (д. Боровка).
Сухопутные войска имеют в своём составе механизированные соединения, ракетные войска и артиллерию, войска ПВО сухопутных войск, подразделения связи, части и учреждения тылового и технического обеспечения. Каждый род войск в своём составе имеет части и подразделения сокращённого состава, базы хранения вооружения и техники.
Белорусские вооружённые силы располагают большой бронетанковой группировкой. На январь 2021 года в войсках числились 537 танков, 932 БМП и 333 самоходных орудия.

#### ВВС и войска ПВО

Эмблема Военно-воздушных сил и войск Противовоздушной обороны Республики Беларусь

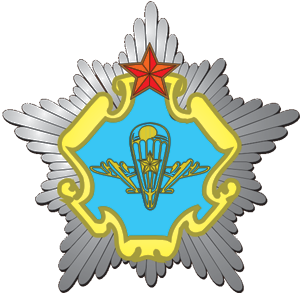
Эмблема Сил специальных операций Республики Беларусь

Вид Вооружённых сил, предназначенный для прикрытия административных, военных, экономических центров Беларуси, группировок её войск от ударов противника с воздуха, а также для поражения объектов и войск противника и обеспечения боевых действий Сухопутных войск. Имеют в своём составе следующие рода войск:
- военно-воздушные силы;
- зенитные ракетные войска;
- радиотехнические войска;
- специальные войска и службы.

### Отдельные рода войск

#### Войска беспилотных авиационных комплексов
Войска беспилотных авиационных комплексов (БАК) Республики Беларусь созданы как самостоятельный компонент специальных войск Вооруженных Сил в 2025 году. Официально учреждены 13 июня 2025 года после доклада начальника Генштаба Павла Муравейко Президенту Александру Лукашенко в ходе его визита в 927-й центр подготовки и применения БАК (Берёзовский район, Брестской области).

#### Силы специальных операций
Род войск непосредственно подчинённый генеральному штабу ВС Беларуси, сокращённое наименование — ССО ВС РБ.
Главными задачами ССО являются контрдиверсионная деятельность, разведка, борьба с незаконными вооружёнными формированиями, выполнение различных задач специальными методами в целях прекращения вооружённого конфликта в отношении Беларуси. Выступают одним из основных элементов стратегического сдерживания.
Офицеров для сил специальных операций готовит факультет военной разведки Военной академии Беларуси. Обучаются курсанты по специальностям: управление подразделениями ССО и телекоммуникационные системы. Полевые и практические занятия с применением вооружения и военной техники проводятся на полевой учебно-материальной базе полигона «Белая Лужа» и войсковых частей сил специальных операций.

#### Транспортные войска
11 мая 2006 года президент Беларуси Александр Лукашенко подписал Указ № 312 «О некоторых мерах по совершенствованию транспортного обеспечения Вооружённых Сил, других войск и воинских формирований Республики Беларусь». Документ принят в целях создания единой системы транспортного обеспечения Вооружённых Сил, других войск и воинских формирований Беларуси.
Согласно Указу на базе существующих железнодорожных, автомобильных и дорожных войск были созданы транспортные войска Беларуси, которые являются специальными войсками и предназначены для транспортного обеспечения воинских формирований Беларуси. Соответственно на базе Департамента железнодорожных войск и структурного подразделения Министерства обороны, ведающего вопросами военных сообщений, автомобильных и дорожных войск, создан орган военного управления транспортных войск — Департамент транспортного обеспечения Министерства обороны.
В положениях, утверждённых Указом, определены задачи и организационные основы деятельности транспортных войск, задачи и функции Департамента транспортного обеспечения Министерства обороны. В частности, на транспортные войска возложены такие задачи, как техническое прикрытие, восстановление, повышение живучести и пропускной способности железных и автомобильных дорог в районах ведения боевых действий, обеспечение воинских перевозок железнодорожным, автомобильным, воздушным транспортом. Основными задачами Департамента транспортного обеспечения являются управление транспортными войсками, поддержание их в постоянной боевой и мобилизационной готовности, организация транспортного обеспечения Вооружённых Сил, других воинских формирований. Предусмотрено, что по вопросам технического прикрытия железных и автомобильных дорог данный Департамент осуществляет координацию деятельности организаций железнодорожного и автомобильного транспорта (Белорусской железной дороги и др.).

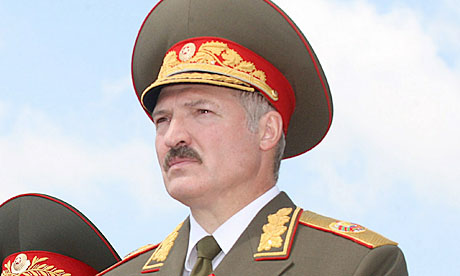
Верховный главнокомандующий Вооружёнными Силами Республики Беларусь — А. Г. Лукашенко.

Общее руководство транспортными войсками осуществляет министр обороны, а непосредственное — начальник Департамента транспортного обеспечения, назначаемый на должность президентом Беларуси.

#### Территориальные войска
В условиях проводимого сокращения численности Вооружённых Сил Республики Беларусь и снижения уровня вооружений одним из наиболее экономичных путей компенсации сил и средств, поддержания обороноспособности государства на должном уровне является организация территориальной обороны государства.
Для решения задач по территориальной обороне создаются территориальные войска (ТерВ), которые явятся резервным компонентом Вооружённых Сил и будут развёртываться в угрожаемый период или с началом войны.
Численность войск территориальной обороны Республики Беларусь — 120 тысяч человек, что вдвое больше, чем служит в регулярных ВС РБ. Комплектование формирований ТерВ производится из жителей соответствующих административно-территориальных единиц, годных к военной службе. Войска территориальной обороны включают воинские формирования в виде отдельных стрелковых батальонов и отдельных стрелковых рот.
Задачи территориальной обороны:
- участие в обороне приграничной территории;
- поддержание режима военного положения;
- охрана и оборона государственных и военных объектов;
- борьба с диверсионно-разведывательными группами и незаконными вооружёнными формированиями;
- инженерные мероприятия по подготовке городов и населённых пунктов к обороне и оборудование оборонительных рубежей;
- ликвидация последствий применения оружия массового уничтожения, результатов массированных ударов, проведение спасательных и аварийно-восстановительных работ;
- ведение активной вооружённой борьбы на временно захваченной противником территории[25][26][27][28].

## Иная деятельность

### Участие в международных состязаниях
С 1993 года Вооружённые Силы Республики Беларусь являются членом Международного совета военного спорта (СИЗМ), а принимают участие во Всемирных военных играх начиная с 1995 года. За это время военнослужащими спортсменами до 2020 года было завоёвано 87 медалей в 15 видах спорта, в том числе 14 золотых, 23 серебряных и 50 бронзовых. Наиболее удачно белорусские армейцы выступают в соревнованиях по лёгкой атлетике (22 медали), дзюдо (15) и пулевой стрельбе (11).
Белорусские военнослужащие показывают высокие результаты и на различных международных армейских соревнованиях.
Так, на соревнованиях «Армейские международные игры-2017» в общекомандном зачёте сборная Вооружённых Сил Беларуси заняла четвёртое место, оставив позади армейские сборные из 24 стран мира. Команды белорусских военных, состязавшиеся в 13 из 28 конкурсов, заняв 11 призовых мест. Первое место сборной Вооружённых Сил Беларуси принесла победа в конкурсе «Воин Содружества». Вторые места были получены в конкурсах «Мастера артиллерийского огня», «Инженерная формула» и «Безопасный маршрут» (состязание команд инженерных войск), «Ключи от неба», «Чистое небо» (состязания команд ВВС и войск ПВО) «Полевая кухня», «Верный друг» (состязание кинологов). Третье место завоёвано на «Снайперском рубеже». Ещё два третьих места заняты в конкурсах «Военно-медицинская эстафета» и «Безопасная среда». Четвёртое место занято в конкурсе «Танковый биатлон». Четвёртой из семи стран-участниц Беларусь стала и в конкурсе «Отличники войсковой разведки». В отличие от команд других стран белорусская сборная почти на 50 % состояла из военнослужащих срочной военной службы.
В 2018 году команда миротворцев из Беларуси получило первое место среди 138 команд из 37 стран на международных состязаниях пеших патрулей «Кембриан патрол» в Великобритании.
В 2020 году на VI Армейских международных играх «АрМИ-2020» белорусская сборная заняла 2-е место в общем зачёте. Команде ВС Беларуси удалось взять 1-е место и в конкурсе связистов «Уверенный приём» и соревновании экипажей машин инженерного вооружения «Инженерная формула». Военные заняли 2-е место в соревнованиях «Безопасная среда» — экипажей радиационной, химической и биологической защиты, «Военное ралли» — экипажей на военной автомобильной технике, «Верный друг» — специалистов служебного собаководств, «Полевая кухня», «Десантный взвод», состязании миномётных расчётов «Мастера артиллерийского огня», «Авиадартс», «Суворовский натиск» — экипажей боевых машин пехоты, «Аварийный район» — аварийно-спасательных формирований, «Соколиная охота» — расчётов комплексов с беспилотными летательными аппаратами. Бронзу команда получили в конкурсах: «Воин мира» — состязании военно-профессионального мастерства, «Военно-медицинская эстафета», «Дорожный патруль» — соревновании сотрудников военной автомобильной инспекции, а также «Чистое небо» — подразделений ПВО, «Отличник войсковой разведки» и «Танковый биатлон».

### Международное военное сотрудничество

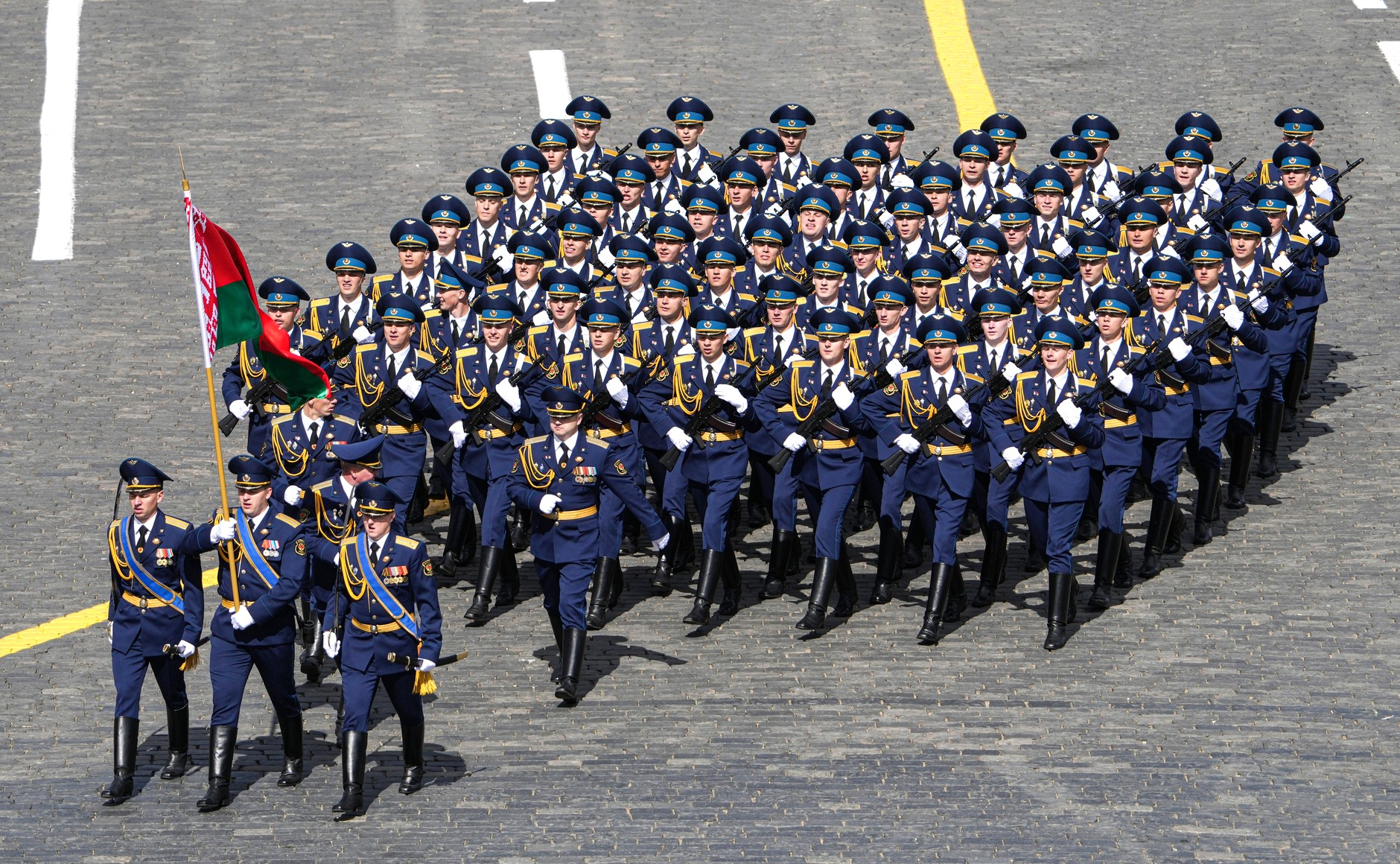
Военнослужащие Вооружённых сил Республики Беларусь на Параде Победы 2025 года в Москве

Вопросами взаимодействия с другими государствами занимается Департамент международного военного сотрудничества МО РБ.
Военной доктриной 2024 года приоритетными направлениями в международном военном сотрудничестве названы Союзное государство с Россией, ОДКБ и СНГ. С российской стороной ведутся работы по поддержанию необходимого военного потенциала двух государств, организации и осуществлении совместных мер по предотвращению военной угрозы и отражению возможной агрессии на общем оборонном пространстве, регулярно проводятся совместные учения как в формате Союзного государства, так и ОДКБ. Последнее белорусское военное и политическое руководство воспринимает в качестве гаранта не только собственной, но также международной и региональной безопасности.
Параллельно, несмотря на сложные политические взаимоотношения со странами Запада, поддерживаются партнёрские контакты с НАТО. Наиболее активное сотрудничество выстроено с военными ведомствами Германии, Литвы, Польши и Турции. По миротворческому направлению ключевым партнёром Беларуси выступает Италия.
Значимым для страны является работа в военно-технической области. Государство наладило активный экспорт продукции своего военно-промышленного комплекса за рубеж. В то же время иностранные вооружённые силы периодически пользуются услугами белорусских военных специалистов. Помощь от военных советников республики получали различные государства Африки, Ближнего Востока и Латинской Америки.

### Невоенное использование Вооружённых сил

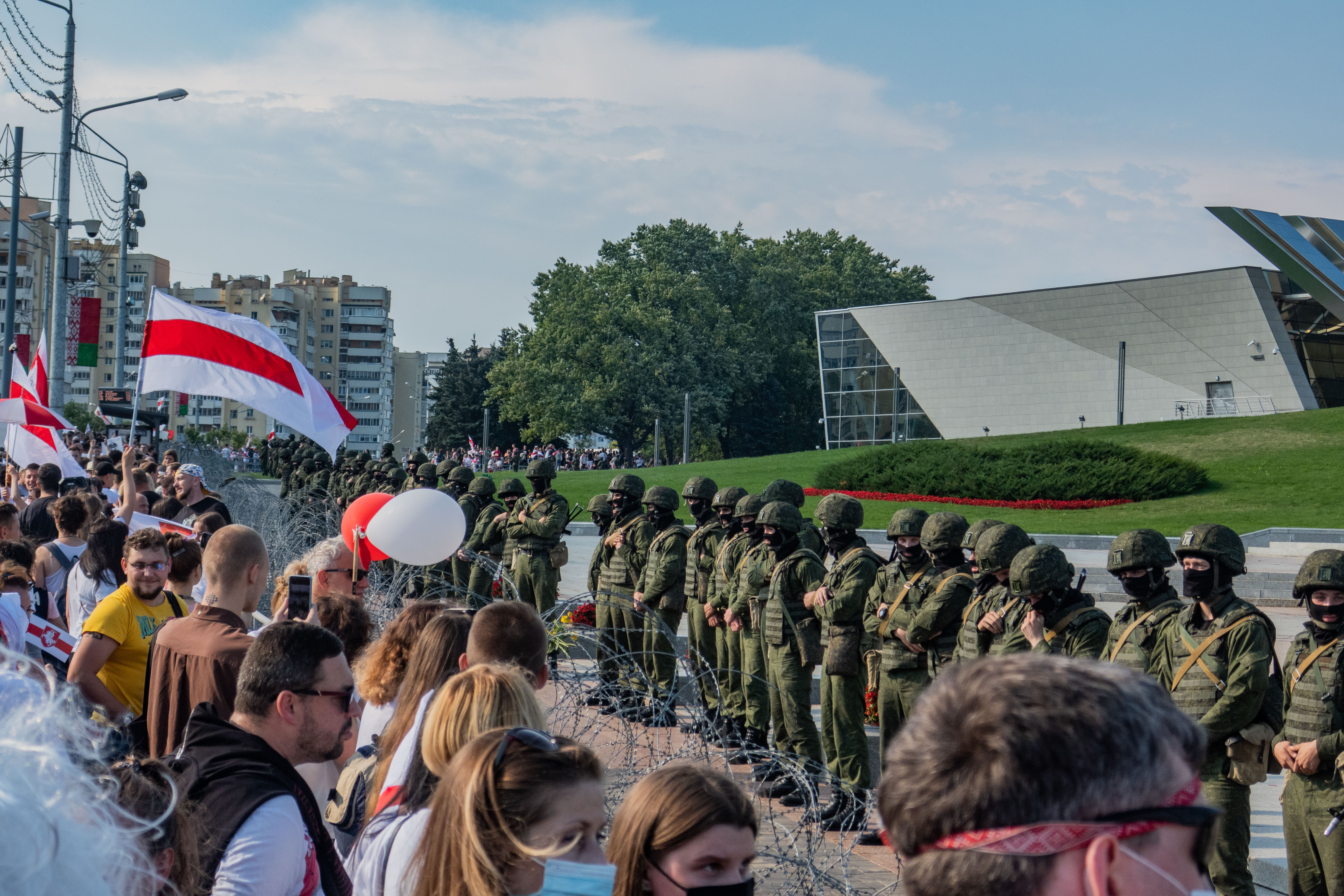
Военнослужащие в оцеплении в Минске во время массовых протестов 30 августа 2020 года

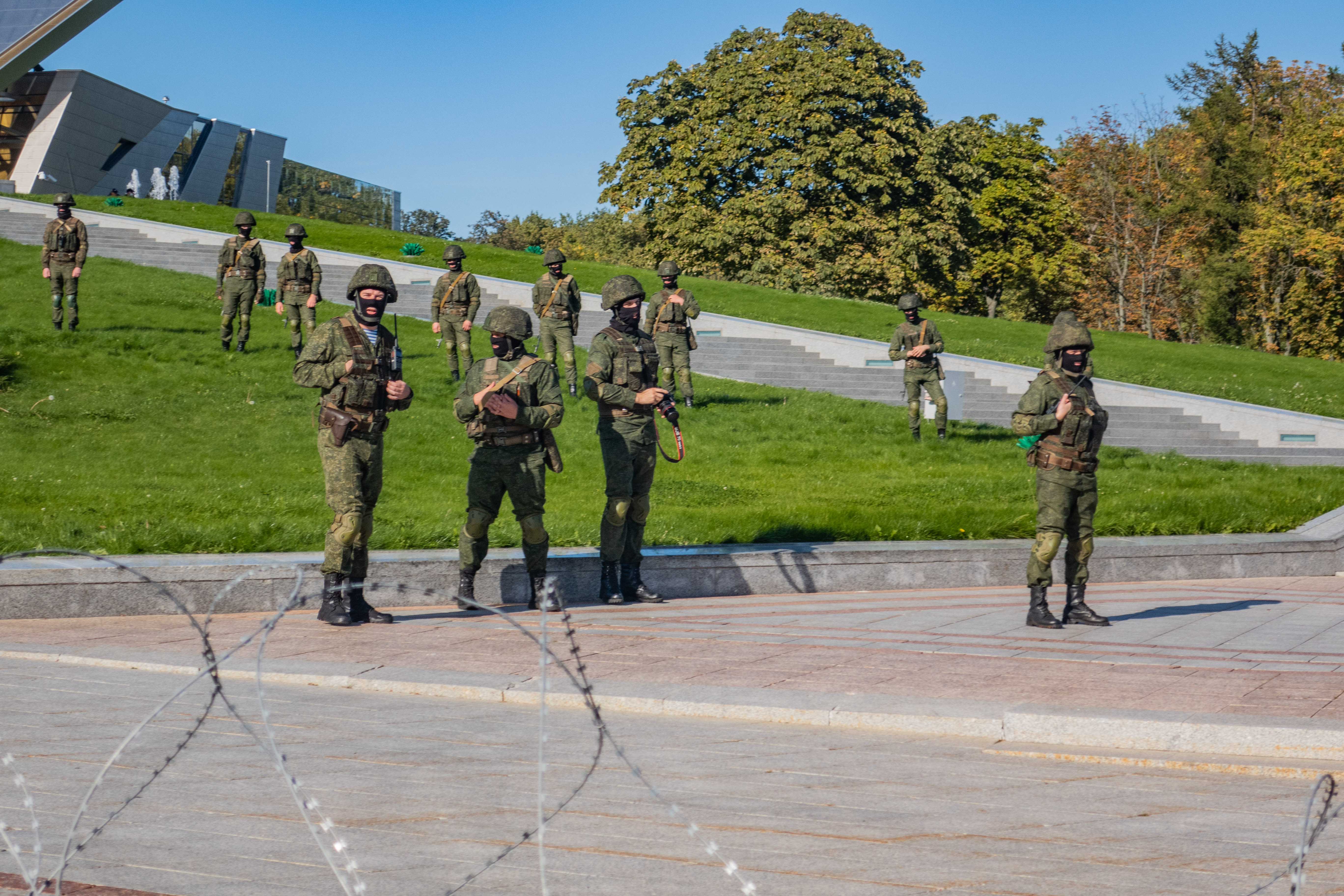
Военнослужащие в оцеплении в Минске во время массовых протестов 20 сентября 2020 года. По меньшей мере один из солдат одет в тельняшку.

- Находящиеся в запасе или отставке офицеры ВС РБ добровольно участвуют в деятельности военно-научного общества.
- Для Беларуси характерно ежегодное привлечение военнослужащих к гражданским занятиям, например, для уборки урожая[40].
- 15—16 марта 2013 года белорусские военные были привлечены к борьбе с циклоном «Хавьер» и его последствиями[41]. Военная техника, направленная в помощь спасателям и коммунальным службам,  вытаскивала из заснеженных дорог автомобили и участвовала в расчистке шоссе[42].
- По словам начальника УВД Брестоблисполкома Александра Астрейко отдельные подразделения 38-й отдельной гвардейской десантно-штурмовой бригады вооружённых сил Беларуси были привлечены к участию в оцеплении в ходе урегулирования акций протеста 2020 года, связанных с очередными президентскими выборами[43].
- Во время подавления акций протеста в Бресте капитан Роман Гаврилов и прапорщик Арсений Голицын, переодетые в штатское, застрелили протестующего Геннадия Шутова из пистолета Макарова (11 августа 2020 года). Гаврилов, Голицын и десятки других спецназовцев были переданы в распоряжение ОМОНа по приказу командующего Сил специальных операций ВС РБ Вадима Денисенко[44][45].
- 14 февраля 2023 года 45 бойцов Медицинского отряда специального назначения 432-го главного военного клинического госпиталя ВС РБ[бел.] отправились в Сирию для оказания помощи в последствиях февральского землетрясения[46] (см. Миссия белорусских военных медиков в Сирии).

## Проблемы
Устаревание техники
Значительная часть белорусского вооружения является советским наследием. С течением времени она устаревает, снижается её потенциал и боевые возможности для современного использования. Существуют три пути решения этого вопроса: модернизация, закупка новой иностранной и создание собственных образцов вооружений. Однако из-за небольшого финансирования Вооружённых сил эти процессы идут медленно. Вдобавок, первый путь подвергается критике, поскольку даже глубоко модернизированная советская техника всё ещё будет уступать современным образцам, что ослабляет вооружённые силы.
Дедовщина
В белорусской армии в той или иной степени всё ещё сохраняется т. н. «дедовщина». На подобное явление офицерский состав может как вообще не обращать внимание, так и упорно бороться. Министерство обороны также реагирует на данную проблему, принимая комплекс мер по противодействию «дедовщине» в армии. За такие проступки, особенно с причинением физического вреда, солдат может понести уголовное наказание вплоть до лишения свободы. В подразделениях сохранился классический, ещё с советских времён, вид разделения и иерархии военнослужащих-срочников, где главную роль играет срок службы солдата. Каждая воинская часть имеет свои особенности и характер «дедовщины», но во всех их принято, чтобы молодые бойцы выполняли всю основную работу за старшие призывы, наводили порядок в помещениях и на спальных местах. Некоторое время назад были распространены денежные поборы и физическое насилие, однако подобное ещё может иметь место и на современном этапе. Наибольшей жестокостью проявляется «дедовщина» в инженерных подразделениях Сухопутных сил. Наиболее благоприятной ситуацией остаётся в Транспортных войсках.
Самоубийства
В 1995 году в результате самоубийств в белорусской армии погибли 42 человека. В 2016 году это цифра составила 4, а в 2017 — 3. В среднем в Беларуси в год происходит три—пять самоубийств среди военнослужащих. Самоубийства в армии всё ещё остаются актуальной проблемой в Беларуси.
- 2017: 2 февраля на территории части в Криничном повесился 19-летний срочник. 31 марта в учебном центре в Печах[бел.] (Борисов) был обнаружен повешенным 25-летний Артём Бастюк. 3 октября в подвальном помещении борисовской воинской части в Печах в петле обнаружено тело 21-летнего Александра Коржича[52].
- 2018: 5 сентября в Слонимском гарнизоне повесился 20-летний рядовой Александр Орлов[53]. 8 сентября в лесу под Гродно нашли тело 26-летнего солдата-срочника Сергея Ясюкевича. 22 июня в одной из частей полоцкого гарнизона покончил жизнь самоубийством прапорщик Алексей Сегодняев[54].
- 2019: 12 мая произошло самоубийство военнослужащего Сморгонской погранслужбы. 1 июня совершил суицид военнослужащий Слонимской 11-й механизированной бригады. 2 июля в Гродно совершил суицид 20-летний военнослужащий-контрактник[55].
- 2021: 25 января в Островецком районе в войсковой части № 7434 внутренних войск МВД застрелился 18-летний солдат-срочник[56].

## Комментарии
1. ↑  Для граждан без высшего образования срок службы составляет 18 месяцев, с высшим — 12, с военным — 6.